# Leonardo Gaciba da Silva
Leonardo Gaciba da Silva (nascut el 26 de juny de 1971), és un exàrbitre de futbol brasiler.
Nascut a Pelotas, Rio Grande do Sul, Gaciba va arbitrar el seu primer partit el 1993 entre el Guarany Futebol Clube i el Grêmio Atlético Farroupilha. El 2005, Gaciba va entrar a formar part de la llista d'àrbitres de la FIFA. Va arbitrar molts partits en torneigs de la CONMEBOL i va representar el Brasil a la Copa Libertadores 2008. Va anunciar la seva retirada l'octubre de 2010 per dedicar-se a comentarista esportiu.